# فاروق أحمد
فاروق أحمد (24 يوليو 1966 - ) (بالبنغالية: ফারুক আহমেদ)‏ هو لاعب كريكت بنغلاديشي وباكستاني. شارك في دورة ألعاب الكومنولث 1998.

## وصلات خارجية
- فاروق أحمد على موقع إي آس بي آن كريك إنفو (الإنجليزية)